# Schatz des Priamos

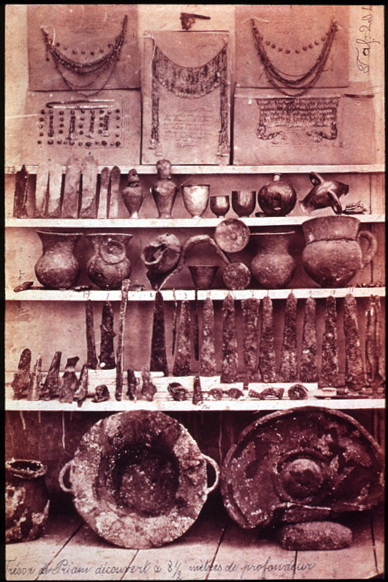
Schatz des Priamos

Der Schatz des Priamos (auch Gold von Troja, Priamosschatz oder Schatz A) ist ein Depotfund, den Heinrich Schliemann während seiner Ausgrabungen in Troja entdeckte. Er wurde nach dem mythischen trojanischen König Priamos benannt. Der Fund umfasst an die 8000 Gegenstände. Nach heutigem, allgemein anerkanntem Forschungsstand ist die Bezeichnung irreführend. Der Schatz wird etwa 1000 Jahre früher datiert als Priamos und der Trojanische Krieg, der vermutlich im späten 2. Jahrtausend v. Chr. stattfand.
1881 wurde der Schatz von Schliemann dem deutschen Volk geschenkt und ab 1885 im Völkerkundemuseum Berlin, dem späteren Museum für Vor- und Frühgeschichte, verwahrt. Nach dem Zweiten Weltkrieg wurde er als Beutekunst in die Sowjetunion gebracht. Dort wurde sein Aufenthalt geheim gehalten und erst 1994 bestätigt. Der Schatz des Priamos wird heute im Puschkin-Museum in Russland verwahrt.
Im Berliner Neuen Museum befindet sich eine originalgetreue Nachbildung, die 1984 der Erfurter Goldschmied Wolfgang Kuckenburg aus vergoldetem Silber anfertigte. Jahre später stellte er das Diadem erneut aus reinem Gold her.

## Vorgeschichte und Entdeckung

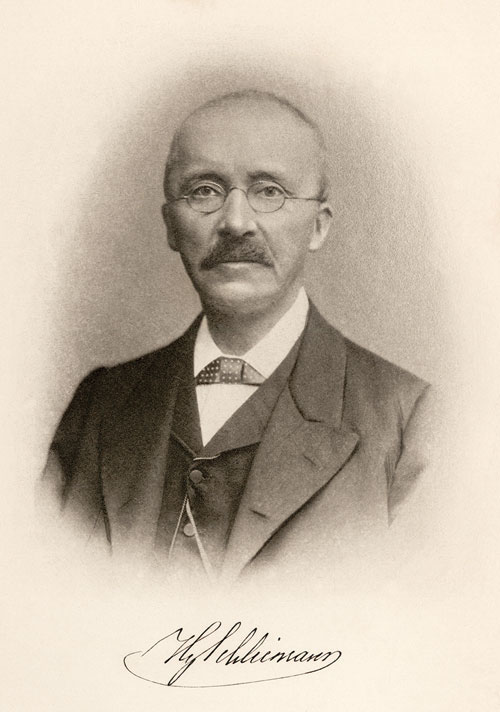
Heinrich Schliemann

Nachdem Schliemann als erfolgreicher Kaufmann ein bedeutendes Vermögen erworben hatte, widmete er sich ab 1864 ganz seiner persönlichen Leidenschaft, der Erforschung des griechischen Altertums. Nach einer Weltreise, die u. a. nach Ägypten, Indien, China, Japan und Amerika führte, nahm er 1866 ein Studium der Altertumswissenschaften in Paris auf. 1869 erfolgte die Promotion an der Universität Rostock und die (zweite) Eheschließung mit der Griechin Sophia Engastromenes, mit der er sich in seiner Wahlheimat Athen niederließ. Im Juli/August 1868 erkundete er in Griechenland die homerischen Schauplätze Mykene, Tiryns und Argos und gelangte über Istanbul schließlich bis in die Troas. Sein lang gehegter Traum war, das von Homer besungene Troia zu entdecken, das zu jener Zeit auf dem Ballı-Dağ bei Pınarbaşı, einem Ort am Fluss Karamenderes Çayı (dem antiken Skamandros) lokalisiert wurde. Während die Existenz der sagenhaften Stadt von der gelehrten Fachwelt überwiegend als literarische Fiktion abgetan wurde, glaubte Schliemann an die unbedingte Verlässlichkeit der Dichtung Homers.
Durch die Begegnung mit dem Engländer Frank Calvert (1828–1908) wurde Schliemann dann auf den Ort Hisarlik aufmerksam. Calvert entstammte einer Kaufmannsfamilie, die seit längerem an den Dardanellen ansässig war. Aufgrund eingehender Literatur- und Geländestudien war er ein ausgezeichneter Kenner der Troas. Schon damals vermutete er, dass die Stadt in Wirklichkeit hier zu suchen sei, und erwarb einen Teil des Areals, um Probegrabungen durchzuführen. Dabei legte er Reste eines griechischen Athena-Temples und frühere, bronzezeitliche Siedlungsschichten frei. Schliemann, der 1868 Hisarlik zum ersten Mal in Augenschein nahm, würdigte die Rolle Calverts bei der Entdeckung Troias in seinen Publikationen später nicht in gebührendem Maß, obwohl er durch seine Vermittlung einen Ferman, d. h. eine Grabungsgenehmigung durch die türkische Regierung erhielt. Die erste von mehreren Ausgrabungen begann 1871 und führte schnell zur Erkenntnis, dass es sich bei Hisarlik um eine bedeutende Siedlung von großer historischer Relevanz handelte. Schliemann legte u. a. zwei große Eingänge einer doppelten Toranlage, eine Steinrampe und Überreste eines Bauwerkes frei, das er als Palast des Priamos identifizierte.
Einige Wochen später, am 31. Mai, fand Schliemann nach eigenen Angaben an einer Mauer in der Nähe der Toranlage in einer Tiefe von etwa 8,50 Metern ein zerbrochenes Kupfergefäß, hinter dem er Gold entdeckte:

„Hinter der letztern [Mauer] legte ich in 8 bis 9 Meter Tiefe die vom Skaeischen Thor weiter gehende trojanische Ringmauer bloss und stiess beim Weitergraben auf dieser Mauer und unmittelbar neben dem Hause des Priamos auf einen grossen kupfernen Gegenstand höchst merkwürdiger Form, der um so mehr meine Aufmerksamkeit auf sich zog, als ich hinter demselben Gold zu bemerken glaubte. Auf dem kupfernen Gegenstand ruhte eine 1 ½ bis 1 ¾ Meter dicke steinfeste Schicht von rother Asche und calcinirten Trümmern, auf welcher die vorerwähnte 1 Meter 80 Centimeter dicke, 6 Meter hohe Festungsmauer lastete, die aus grossen Steinen und Erde bestand und aus der ersten Zeit nach der Zerstörung Trojas stammen muss. Um den Schatz der Habsucht meiner Arbeiter zu entziehen und ihn für die Wissenschaft zu retten, war die allergrösste Eile nöthig, und, obgleich es noch nicht Frühstückszeit war, so liess ich doch sogleich ‚païdos‘ (ein ins Türkische übergegangenes Wort ungewisser Abkunft, welches hier anstatt ἀνάπαυσις  oder Ruhezeit gebraucht wird) ausrufen, und während meine Arbeiter assen und ausruhten, schnitt ich den Schatz mit einem grossen Messer heraus was nicht ohne die allergrösste Kraftanstrengung und die furchtbarste Lebensgefahr möglich war, denn die grosse Festungsmauer, welche ich zu untergraben hatte, drohte jeden Augenblick auf mich einzustürzen. Aber der Anblick so vieler Gegenstände, von denen jeder einzelne einen unermesslichen Werth für die Wissenschaft hat, machte mich tollkühn und ich dachte an keine Gefahr. Die Fortschaffung des Schatzes wäre mir aber unmöglich geworden ohne die Hülfe meiner lieben Frau, die immer bereit stand, die von mir herausgeschnittenen Gegenstände in ihren Shawl zu packen und fortzutragen“

Obwohl Einsturzgefahr bestand, grub er weiter und entdeckte weitere Gegenstände aus Edelmetall. Zum Teil waren die Gegenstände zusammengebogen und ineinander gesteckt. Unter den Objekten befanden sich ein Schild, ein flacher Kessel, Dolche und Speerspitzen aus Kupfer, ein Kelch, drei Vasen und Messerscheiden aus Silber sowie eine Flasche, ein Becher und zwei kleine Kelche aus Gold. In der größten Silbervase befand sich Goldschmuck, insbesondere zwei goldene Diademe von 193 und 85 Gramm Gewicht. Das größere besteht aus einer Querkette, an der neunzig Pendilien mit schuppenförmigen Blättchen aus Goldblech befestigt sind. Das kleinere ist aus einem schmalen Band mit 64 Ketten und rautenförmigen Goldblechen gefertigt. Außerdem fanden sich noch ein goldenes Stirnband von ca. 46 cm Länge, knapp 1 cm Breite und lediglich 0,03 cm Stärke, vier Ohrgehänge, sechsundfünfzig goldene Lockenringe, sechs goldene Armringe und 8750 nur wenige Millimeter große Goldteile unterschiedlicher Form, die später unsystematisch (vielleicht von Schliemann selbst oder Hubert Schmidt, der ab 1896 in Berlin mit der Katalogisierung der Schliemann-Sammlung beauftragt war) zu mehreren Ketten aufgefädelt wurden.

## Datierung
Der deutsche Archäologe Manfred Korfmann, von 1988 bis 2005 Leiter der Ausgrabungen in Troia, datierte die Objekte in die Zeit „um 2500 v. Chr. oder auch etwas davor“, also in die Besiedlungsphasen Troia I (ca. 2920 bis 2550 v. Chr.) und Troia II (ca. 2550 bis 2250 v. Chr.), die gemeinsam mit Troia III (ca. 2250 bis 2200 v. Chr.) die sog. Maritime Troia-Kultur bilden. Damit sind die Stücke deutlich älter als die Siedlung, die mit der von Homer beschriebenen Stadt identifiziert wird, nämlich Troja VI oder VIIa, die von ca. 1700–1200 v. Chr. bestand.

## Geschichte

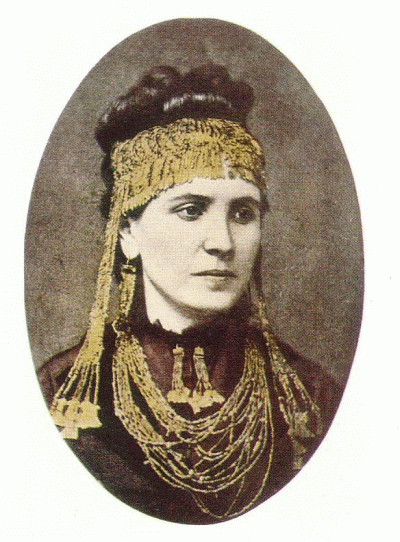
Sophia Schliemann mit dem Großen Gehänge (Pendilien) aus dem sogenannten „Schatz des Priamos“

### Nach dem Fund und Ausstellung in Deutschland
Aus Furcht vor Konfiskation und Aufteilung des Fundes meldete Schliemann ihn nicht den osmanischen Behörden, obwohl er durch die Grabungserlaubnis dazu verpflichtet war. Stattdessen brach er am 17. Juni 1873 die Ausgrabungen ab und brachte den Schatz heimlich über die Grenze nach Athen. Von hier schickte Schliemann an die wichtigen wissenschaftlichen Gesellschaften Europas Depeschen, in denen er seine Entdeckung bekanntgab. Die Hohe Pforte verklagte Schliemann vor einem griechischen Gericht auf die Herausgabe der Hälfte der Funde. Der ein Jahr dauernde Prozess endete mit dem Urteil auf Zahlung von 10.000 Goldfranken durch Schliemann. Kulanzhalber zahlte er jedoch 50.000 Goldfranken an das Kaiserliche Museum in Konstantinopel und trat einige weniger bedeutsame Fundstücke ab.
Ursprünglich plante Schliemann, in Athen auf eigene Kosten ein privates Museum für den Schatz und zukünftige Funde zu errichten, konnte sich jedoch über dafür 1873 eingeforderte umfassende Grabungsrechte für Olympia und Mykene mit der griechischen Regierung nicht einigen, so dass er den Fund Frankreich für den Louvre anbot, welches jedoch ablehnte.
Nachdem Schliemann den Schatz erfolglos auch der Eremitage in St. Petersburg zum Ankauf offeriert hatte, stellte er ihn 1877 bis 1880 im South-Kensington-Museum (heute Victoria and Albert Museum) in London aus, wo seit Jahren ein hohes wissenschaftliches und öffentliches Interesse an der Trojakampagne Schliemanns bestand. Deutschland kam für eine dauerhafte Präsentation der Sammlung zu diesem Zeitpunkt nicht in Frage, da Schliemann die ablehnende Haltung der gelehrten Fachwelt, allen voran des Althistorikers und Archäologen Ernst Curtius, seiner Arbeit gegenüber als tiefe Kränkung empfand. Erst auf Initiative seines Freundes Rudolf Virchow, der 1879 an Troja-Ausgrabungen Schliemanns persönlich teilnahm, schenkte er schließlich den Fund 1881 „dem Deutschen Volke zu ewigem Besitze und ungetrennter Aufbewahrung in der Reichshauptstadt“. Gleichzeitig wurde er Ehrenmitglied der Berliner Gesellschaft für Anthropologie, Ethnologie und Urgeschichte und erhielt die Ehrenbürgerschaft der Stadt Berlin. Kaiser Wilhelm I. bedankte sich in einem persönlichen Brief an Schliemann und entschied, dass der Schatz des Priamos im gerade im Bau befindlichen Museum für Völkerkunde Berlin ständig ausgestellt werden solle.
Im Dezember 1880 baute Schliemann seine Troja-Funde im Londoner South-Kensington-Museum, wo sie sich als Leihgabe befanden, ab und überführte sie nach Berlin. 1881 stellte er sie in zwei Sälen des neuerrichteten Kunstgewerbemuseums, dem heutigen Martin-Gropius-Bau in der Prinz-Albrecht-Straße, auf, wo sie im Februar 1882 der Öffentlichkeit zugänglich gemacht wurden. Noch im gleichen Jahr führte Schliemann der Sammlung weitere Funde zu. 1885 übersiedelte er sie wie vorgesehen endgültig in die prähistorische Abteilung des Museums für Völkerkunde. Ihren Bestand bereicherte Schliemann 1886 durch den Rückkauf der vertragsgemäß an die Türkei gefallenen Fundanteile aus Troja, die er wiederum selbst aufstellte, und 1887 durch die Schenkung ägyptischer Altertümer. Kraft testamentarischer Verfügung Schliemanns überwies seine Witwe Sophia Schliemann 1891 noch in ihrem Hause in Athen befindliche Bestände und 1893/1894 wurden von der Direktion des Ottomanischen Museums Funde zugeführt, mit denen die Berliner Schliemann-Sammlung ihren endgültigen Umfang erhielt. Bis 1895 war sie in der Aufstellungsordnung des Ausgräbers zu sehen. 1896–1900 wurde sie von Hubert Schmidt (1864–1933), der 1893/1894 bei abschließenden Grabungen in Troja unter Leitung von Wilhelm Dörpfeld mitgewirkt hatte, katalogisiert und neu aufgestellt. So verblieb die Sammlung in den Schliemann-Sälen in einem Seitenflügel des Völkerkundemuseums Berlin bis zum Ausbruch des Zweiten Weltkriegs im Jahr 1939.

### Im Zweiten Weltkrieg
Als im Jahr 1939 der Kriegsausbruch absehbar war, wurden die Berliner Museen angewiesen, ihre Bestände in Sicherheit zu bringen. So wurden auch die Ausstellungsstücke der Prähistorischen Abteilung des Völkerkundemuseums zur Sicherheit in den Keller gebracht. Der Schatz des Priamos wurde dabei mit anderen für unersetzlich gehaltenen Edelmetall-Objekten in drei koffergroßen Holzkisten mit Inventarlisten gelagert. Die Kisten wurden im Januar 1941 zum Schutz vor Luftangriffen in den unterirdisch gelegenen Tresor der Preußischen Staatsbank verlegt. Ende 1941 folgte eine weitere Verlegung in den gerade fertiggestellten Flakturm am Tiergarten, wo dem Museum zwei Räume zur Aufbewahrung der Kunstwerke zugeteilt worden waren. Dort blieb der Schatzfund bis zum Kriegsende, obwohl im März 1945 ein Führerbefehl erging, die Kunstschätze aus Berlin heraus in den Westen zu transportieren, um sie russischem Zugriff zu entziehen. Der Direktor des Museums für Vor- und Frühgeschichte, Wilhelm Unverzagt, widersetzte sich diesem Befehl teilweise und hielt die drei Kisten zurück. Er blieb bei den Kisten, bis die Rote Armee Berlin eingenommen und den Flakturm besetzt hatte und der Stadtkommandant Berlins, Nikolai Erastowitsch Bersarin, dem Direktor bei einer Besichtigung des Turms zusicherte, dass der Schatz in Sicherheit gebracht werden würde.

### Beutekunst
Wilhelm Unverzagt bereitete mit zwei seiner Mitarbeiter die Kunstschätze im Flakturm für den Abtransport vor, und ab dem 13. Mai wurden diese dann mit Lastwagen abtransportiert. Das Gold von Troja wurde schließlich am 26. Mai abgeholt, nachdem Unverzagt dieses nur einer hohen sowjetischen Persönlichkeit übergeben wollte. Der Gruppe, die daraufhin erschienen war, gehörten unter anderem der Kunsthistoriker Wiktor Lasarew (1896–1976) und der stellvertretende Leiter des für den Abtransport der Kunstwerke zuständigen Kunstkomitees, Andrei Konstantinow, an. Am 30. Juni 1945 kam der Schatz des Priamos mit dem ersten Beutekunst-Flug aus Berlin auf dem Flughafen Wnukowo bei Moskau an und wurde am 10. Juli in das Puschkin-Museum gebracht. Dort wurde der Schatz des Priamos verwahrt und sein dortiger Aufenthalt geheim gehalten. So wurde er allgemein für verschollen oder zerstört gehalten.
Erst im September 1987 wurde die Existenz des Schliemann-Goldes in der Sowjetunion wieder bekannt, als Grigori Koslow im Kulturministerium einige Akten untersuchte, die vernichtet werden sollten. Unter ihnen entdeckte er ein Dokument „Einzigartige Objekte aus dem ‚Großen Schatz von Troja‘, Berlin, Völkerkundemuseum“, das von der damaligen Oberkustodin des Puschkin-Museums, Nora Eliasberg, unterzeichnet worden war. Damit war belegt, dass der Schatz des Priamos noch existierte und sich im Puschkin-Museum befinden musste. Auf erste Veröffentlichungen zu den Geheimdepots mit Beutekunst reagierte Irina Antonowa, die Leiterin des Puschkin-Museums, ungehalten und rechtfertigte das Zurückhalten der Information. Im Oktober 1991 behauptete Kulturminister Nikolai Gubenko auf einer Pressekonferenz, er wisse nicht, wo sich Schliemanns Gold befinde, und deutete stattdessen an, dass der Schatz womöglich im Besitz der westlichen Alliierten sei. Koslow ließ Freunde, die sich in Archivarbeit auskannten, weiter im Zentralarchiv für Literatur und Kunst über das trojanische Gold recherchieren und einer von ihnen fand alle zugehörigen Dokumente. Einige davon wurden in einer Ausgabe der Zeitschrift ARTnews publiziert. Offiziell wurde der Verbleib des Schatzes in Russland jedoch weiter bestritten.

### Nach der Wiederentdeckung
Am 26. Oktober 1994 zeigte Irina Antonowa zusammen mit Wladimir Tolstikow, dem Leiter der archäologischen Abteilung des Puschkin-Museums, vier Museumsvertretern aus Berlin, unter ihnen Klaus Goldmann, der 25 Jahre nach dem Goldschatz von Troja gesucht hatte, in ihrem Büro einige Goldgefäße aus dem Fund vor einer Kamera des russischen Fernsehens. Danach führte Tolstikow die Deutschen in einen Raum unter dem Dach, wo ihnen die Tabletts mit den gesamten Stücken des Goldschatzes gezeigt wurden.
Bereits 1990 wurde zwischen Deutschland und der russischen Föderation ein Vertrag über „Gute Nachbarschaft, Partnerschaft und Zusammenarbeit“, sowie 1992 ein bilaterales Kulturabkommen geschlossen, in denen auch die Frage der Rückgabe „kriegsbedingt verlagerter Kulturgüter“ behandelt ist. Danach kam es seitens der deutschen Regierung zu Bemühungen um Rückführung der Objekte, die aber bald zu einer heftigen Kontroverse über die Rechtslage und dem generellen Umgang mit Beutekunst führten.
Als 1996/97 das Puschkin-Museum in Moskau eine große Schliemann-Ausstellung veranstaltete, war die Frage der Rückgabe an das Museum für Vor- und Frühgeschichte in Berlin wieder völlig offen. Der damalige Direktor Wilfried Menghin bemerkte diesbezüglich: „Es wäre schon mehr als befremdlich, wenn ein Museum diesen Ranges entgegen internationalem Recht und im Widerspruch zu Inhalt und Geist bestehender bilateraler Verträge sich vor den Augen der Weltöffentlichkeit zum Eigner des Eigentums eines anderen Museums erklärt, was es im Grunde leider schon mit der eigenmächtig veranstalteten Ausstellung getan hat.“
Die Rückgabe des Schatzes wurde seitdem von russischer Seite in der Folge wiederholt abgelehnt. Die Türkei bemüht sich inzwischen ebenfalls um eine Rückkehr des Schatzes nach Troja.
Im Schliemann-Saal des Museums für Vor- und Frühgeschichte Berlin, der sich im Gebäude Neues Museum befindet, sind seit 2009 wichtige Teile des Schatzes als Kopie sowie die wenigen von der Sowjetunion an die DDR sowie von Russland 1992 an Deutschland zurückgegebenen Teile im Original ausgestellt, beispielsweise Silbergeschirr einschließlich der großen Silbervase (im Bild die oberste), in der Schliemann den aus Goldschmuck bestehenden Hauptschatz fand.

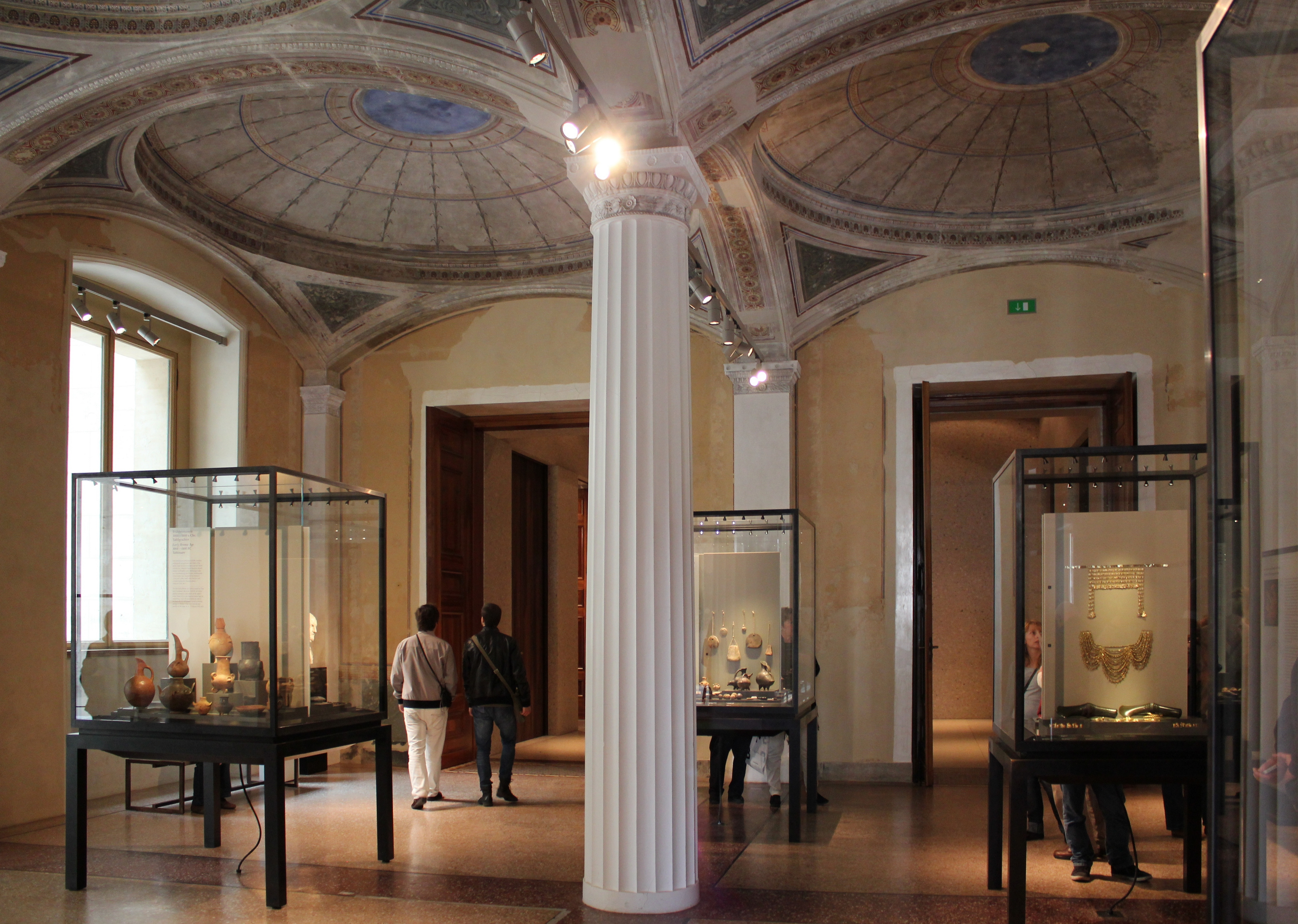
Schliemannsaal im Neuen Museum
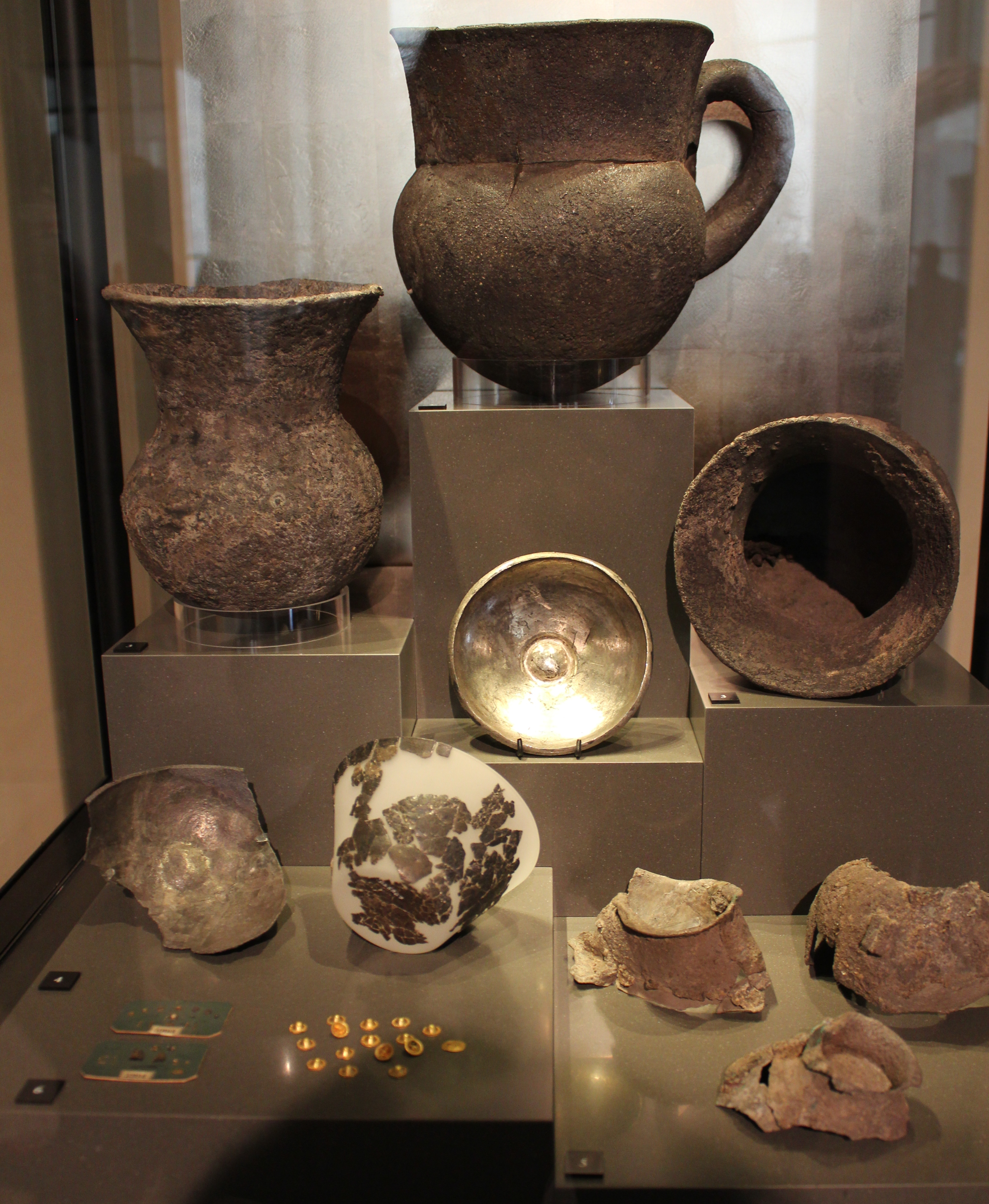
Silbergeschirr aus dem Schatz des Priamos
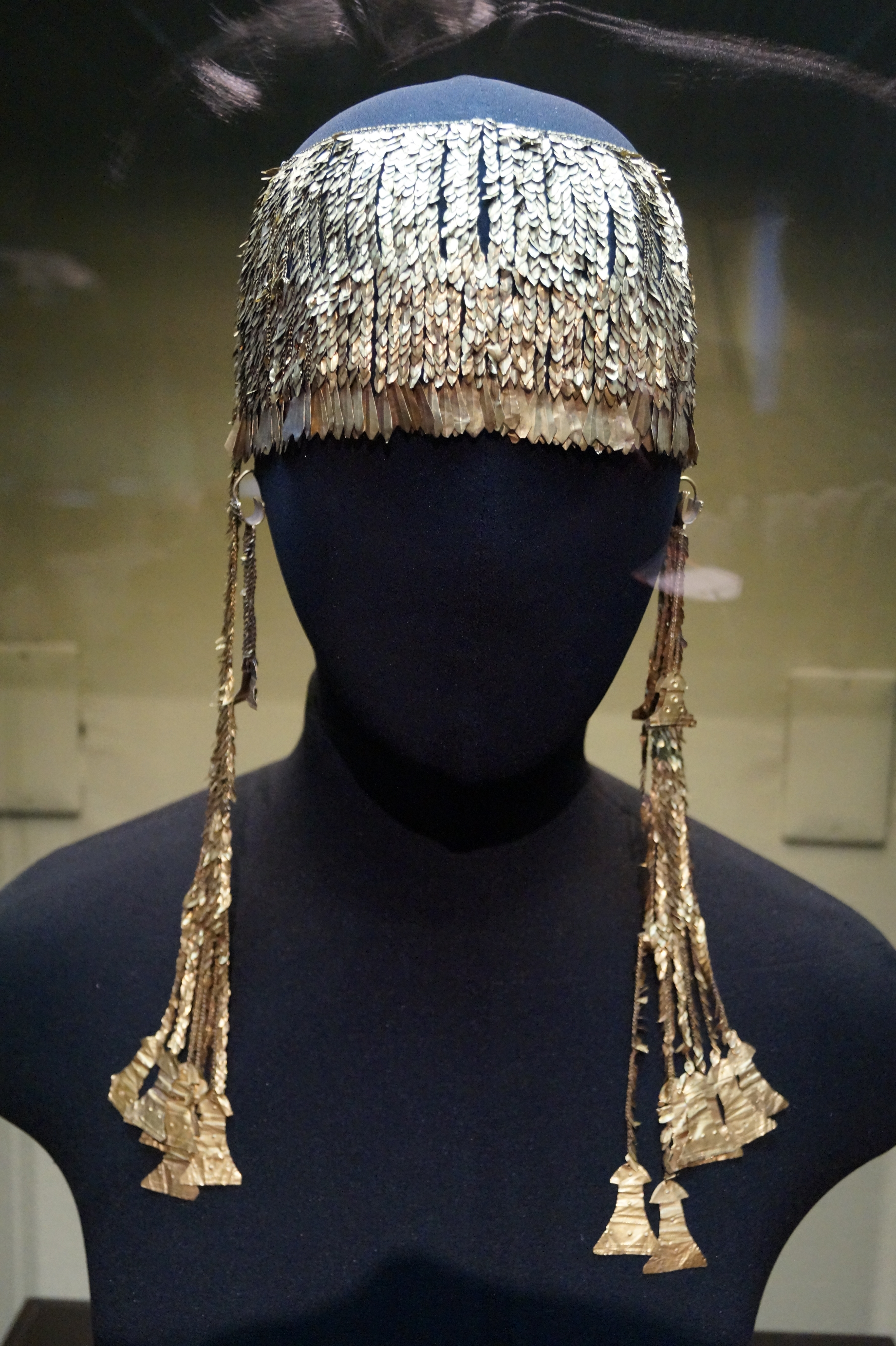
Das Gehänge im Puschkin-Museum